# Zagužane
Zagužane (cyr. Загужане) – wieś w Serbii, w okręgu jablanickim, w mieście Leskovac. W 2011 roku liczyła 310 mieszkańców.